# Oliver Milburn
Pour les articles homonymes, voir Milburn (homonymie).
Oliver Milburn, parfois crédité sous le nom de Oz Milburn, né dans le comté de Dorset (Angleterre) le 25 février 1973, est un acteur anglais.

## Biographie
Oliver Milburn a épousé Katie Razzall (en), journaliste britannique à Channel 4.

## Filmographie partielle

### Télévision
- 2003 : La Dynastie des Forsyte (série télévisée, 2002) : Michael Mont
- 2005 : Le Train bleu (Saison 10 d'Hercule Poirot) (téléfilm)
- 2013 : Jo : Mr. Legeoff (1 épisode, 1x03[Quoi ?])
- 2015-actuellement : The Royals : Ted Pryce

### Cinéma
- 2000 : Paranoid de John Duigan
- 2001 : Me Without You de Sandra Goldbacher
- 2005 : The Descent de Neil Marshall : Paul
- 2006 : Leçons de conduite de Jeremy Brock
- 2011 : Les Hauts de Hurlevent d'Andrea Arnold